# Crossover
Crossover är en medveten blandning av stilar, smaker eller annat. Syftet är ofta att skapa en ny helhet. Ordet kommer från engelskan och är belagt i svenskan sedan 1986.
Inom populärkulturen har crossover även kommit att beteckna då figurer från två fiktiva universum möts i samma berättelse. 
En "renodlad" crossover innebär att historien är reell i båda de fiktiva världar som är involverade. Bland icke renodlade crossovers finns till exempel Arkiv X-figurerna Mulder och Scullys uppträdande i Simpsons. Andra varianter som är omdiskuterade huruvida de kan räknas som crossovers är då persongalleriet från en TV-serie dyker upp i en av sina spinoff-serier - till exempel när figurer från de olika Star Trek-serierna möts - liksom om en film eller TV-serie dyker upp som fiktiv värld inom en annan film eller TV-serie; till exempel då Joey från TV-serien Vänner börjar jobba som skådespelare i såpoperan Våra bästa år.
Gränsen mellan en crossover och olika delar av samma fiktiva universum är även den stundom otydlig - ett exempel på vad som både kan ses som en crossover och som olika delar av samma värld är Jan Guillous bokserier om Erik Ponti respektive Carl Hamilton.

## Musik
Inom musiken skapar crossovers stora kontraster. Det kan till exempel gälla  jazz och klassisk musik, jazz och rockmusik, jazz och pop, pop och klassisk musik, rockmusik och hiphop, rap/hiphop och jazz eller heavy metal och punk.
- Deodato
- Bob James
- Jean-Luc Ponty
- Steely Dan
- Boz Scaggs
- The Crusaders[2]

Under 1990-talet möttes dansbandsmusiken och hiphopen i melodier som "Tre gringos" av Just D och Thorleifs 1996 och Papaya Coconut (Come Along) av Kikki Danielsson och Dr. Alban 1998.

## Film
- Alien vs. Predator - Varelserna från filmserierna Alien och Predator gör upp.
- Freddy vs. Jason - huvudfigurerna i skräckfilmsserierna Terror på Elm Street och Fredagen den 13:e ställs mot varandra.
- Freddy vs Ghostbusters - Ghostbusters kämpar mot Freddy Krueger.
- King Kong vs. Godzilla - Monstret Godzilla möter jätte-gorillan King Kong.
- Vem satte dit Roger Rabbit - Ett flertal figurer från flera animationsstudior syns till filmen; bl.a. från Disney, Walter Lantz och Warner Bros..
- Disneys tecknade Ringaren i Notre Dame - Belle från Skönheten och Odjuret syns passera förbi i en folksamling.
- Cartoon All-Stars to the Rescue - Flera tecknade figurer, däribland Teenage Mutant Ninja Turtles, Nalle Puh, Snurre Sprätt, Smurfarna, Mupparna, Katten Gustaf och Knatte, Fnatte och Tjatte möts i en antidrogfilm.
- Turtles Forever - Figurer från 1987 respektive 2003 års TV-serier om Teenage Mutant Ninja Turtles möter varandra.

## TV-serier
- Teenage Muntant Ninja Turtles möter Power Rangers i Power Rangers: In Space.
- I Lilo & Stitch möter seriens huvudpersoner persongalleriet från TV-serierna Kim Possible, Rasten, American Dragon: Jake Long och The Proud Family i var sitt avsnitt.
- När David E Kelleys advokatserier Advokaterna och Boston Public knöts samman innebar detta även en crossover mellan två TV-bolag; FOX och ABC. Även Advokaterna och Kelley-serien Ally McBeal har gjort en crossover.

## Tecknade serier
- Huvudpersonerna i Teenage Mutant Ninja Turtles och Usagi Yojimbo har gjort flera uppträdanden i varandras serier, och Usagi syntes även i 1987 års TV-serie med Turtles.
- Persongalleriet i de två huvudsakliga amerikanska serieförlagen Marvel Comics och DC Comics superhjälteserier har träffat på varandra ett flertal gånger. Bland de mer sentida märks miniserien JLA vs. Avengers
- Ibland händer det att figurerna 91:an Karlsson och 87:an Axelsson möter andra svenska serieikoner som Åsa-Nisse och Kronblom.

## TV-spel
- Super Smash Bros., Super Smash Bros. Melee och Super Smash Bros. Brawl - Nintendos spelfigurer möter varandra.
- Kingdom Hearts - Disneys mest kända figurer tillsammans med figurer ur Square Enixs spel.
- Jump Super Stars/Jump Ultimate Stars - Huvudfigurer från över 20 kända mangor från tidningen Weekly Shounen Jump.
- Battletoads & Double Dragon, figurer från Battletoads och Double Dragon medverkar.
- Mario & Sonic at the Olympic Games och Mario & Sonic at the Olympic Winter Games - Nintendos och Segas spelfigurer möter varandra.

## Internet
Även i fanart och flash förekommer crossover där bland andra Super Mario och Sonic möts och Street Fighter möter Mortal Kombat. Ibland händer det även att figurer från Star Trek möter figurer från Star Wars.

## Matkultur
Numera används crossover eller fusion i Sverige även för att beteckna blandning av olika matkulturer, främst exotiska blandade med svensk/fransk/italiensk matkultur. Detta gäller både när maträtter från olika länder samsas på samma matsedel, och när en rätt har ingredienser från olika håll i världen.
Beteckningen används så gott som uteslutande om restauranger av något högre klass, nästan aldrig om enklare ställen som t.ex. erbjuder både pizza, hamburgare och kebab.